# Еверт Тоб
Аксел Еверт Тоб (швед. Axel Evert Taube; рођен 12. марта 1890. у Гетеборгу, умро 31. јануара 1976. у Стокхолму), шведски је писац, композитор, трубадур, свирач лауте и уметник . Такође је био и држављанин Аргентине. Припадао је неименованој грани племените породице Тоб.
Тобова књижевна дела чине га једним од значајних шведских народних песника. Његов богати уметнички опус укључује прозу и поезију, као и цртеже, аквареле и уља на платну. У оквиру прозе пише путописе и романе.
Тоб се оженио 14. јануара 1925. уметницом Астри Бергман у цркви Светог Јакоба у Стокхолму. Супружници су сахрањени на гробљу Марије Магдалене у Стокхолму, насупрот спомен-камену познатом шведском писцу Ласеу Луцидору. Године 1960. Астри Тоб је према жељи свог супруга направила његову бисту коју су онда излили на стуб, а касније је поставили као његов надгробни споменик.
Еверт Тоб се од 1. октобра 2015. налази на новчаници од 50 шведских круна.

## Биографија

### Одрастање
Тоб је четврто од 13 деце. Отац му је био Карл Гунар Тоб (1853—1945), а мајка Јулија Софија Јакопсон (1862—1947). Карл Гунар Тоб је био капетан лађе, а између 1889. и 1905. године и светионичар.
Еверт Тоб је рођен у пет сати ујутру у подножју планине Отерхелан у Гетеборгу, на адреси Stora Badhusgatan 7 / Bryggaregatan, у кући званој Keillerska huset (порушеној 1969. године), која је била дом његовог деде. Испрва се сматрало да је мртворођен, али кад је доктор кренуо да пише смртовницу, схватио је да је дете живо. На своје прво путовање кренуо је са само седам дана. Возио се реморкером званим Артур који је припадао бродарском предузећу Röda bolaget, a био је под командом капетана Густафсона.
Тоб је имао срећно детињство, испуњено риболовом, поморством и причама о страним земљама и животу на мору. На Винги, острву на ком је одрастао, било је још четири породице, па је само десеторо деце ишло у школу коју је Тоб похађао до своје тринаесте године. Знање је стицао и код куће уз помоћ оца који се, између осталог, занимао и за књижевност и језик.
У писму пријатељу Гунару Бохману описао је како је одрастање на Винги утицало на њега. Непосредно пре Божића 1917. посетио је Вингу као двадесетосмогодишњак који је пропутовао свет и често имао прилике да окуси живот у оскудици. Писмо завршава следећим речима:

"Отишао сам до светионика. Пут је био избељен ињем. Међутим, и да нема иња, не бих погрешио. Шта је све безначајно наспрам овога. Шетња овим старим путем преко брда до светионика док се под зрацима светла са светионика дани смењују истим темпом као онда кад сам се ја родио пре 28 година. Небо је истачкано, а море светлуца колико ми поглед досеже. На југозападу трепере црвени и зелени фењери. То рибари пецају харинге. Ове године харинга иде на југ. На северу се не виде никакви фењери, али Оченаш одзвања у једнаким размацима и бели острвљани се сијају. Питам се колико сам дуго био искључен из свега овога, а бал мадам Трамкоур ми је остао само као сећање. „Сигне и ја смо закаснили,” кажем. Смејем се својој неозбиљности и чујем како крхко звучи мој смех одавде. Напослетку, то је као да сам малочас рекао оно од пре 20 година." 
"Jag gick till fyren. Vägen var hvit af rimfrost. Men jag skulle ändå inte gått fel – utan rimfrosten. Hvad allting är obetydligt mot detta. Att gå den gamla vägen öfver bergen till fyren, under strålarna från linsapparaten skrider denna dag runt, runt i samma tempo som då jag föddes en natt för 28 år sen. Det är stjärnklart och hafvet glimmar hvart jag ser. I sydväst blinkar röda och gröna lanternor. Där är sillfiskare. Sillen går i år sydvart. Norrut syns inga lanternor men Pater Noster blänker med jämna mellanrum och Inholmarna lyser hvita. Jag undra huru länge jag varit borta från allt detta men minns blott att jag varit på bal hos madame Tramcourt. „Signe och jag kom försent” säger jag. Jag skrattar åt min barnslighet och hör hur sprött mitt skratt låter härute. Efteråt är det som om jag nyss skulle sagt något för 20 år sedan."
Школске 1904—1905. године Тоб је живео са својим стрицем Акселом Тобом у Малмеу, где је похађао гимназију. Живели су у вили Акселторп у улици Fridhemsvägen 19. Био је врло добар ученик - најбоље су му ишли лепо писање, музичко и шведски, а најлошије математика, из које је имао 4 минус. Током боравка у Малмеу рођак Матијас, признати уметник који се школовао на Академији у Копенхагену, подучавао га је цртању. Тоб је у Гeтеборг отишао 8. маја 1905. године.
Тобов отац је 1905. унапређен у поморског пељара и шефа кадровске службе у шведском Краљевском савезу пељара и породица се преселила у Гетеборг. Планирано је да Еверт Тоб почне да предаје, али пошто није положио испит из математике, једно време је учио од позоришног сликара Јенса Кристијана Андресена у позоришту Stora Teatern. Чак је ишао и на вечерње часове на Вишој уметничкој школи у Гетеборгу.
Године 1906. Еверт Тоб одлази у Стокхолм како би постао уметник. У Стокхолму је прву ноћ провео на клупи одмах поред гроба Карла Микаела Белмана. На гробу је пао на колена и молио се док су му се сузе сливале низ образе: - Драги Боже, опрости ми овде на Белмановом гробу! „и у себи је певао”, пише он:
Дрво нам тихим шумом
под својим окриљем објашњава,
скривен у својој зеленој кући
лептир одговара.

Trädet med stilla sus
oss i sitt skydd förklarar,
gömd i sitt gröna hus
sommarfågeln svarar.

Неколико корака од гробља налазио се Хотел Белман, где је одсео и послао телеграф кући.
Његов план је био да упише Академију ликовних уметности како би студирао сликарство. Живот у Стокхолму био је рај за боеме. Каткад би преставао код свог рођака, уметника и глумца Матијаса Тоба, али повремено, кад му је недостајало новца, био би присиљен да проведе ноћ напољу. Неки цртежи су му објављени у шведским дневним новинама Dagens Nyheter и Svenska Dagbladet и тако је успео да оствари контакт са познатим уметницима. На крају су га примили на Академију ликовних уметности.

### Почетак уметничке каријере
После Првог светског рата, Еверту Тобу је понуђено да отпутује у Аустралију и напише путопис. Међутим, Енглеска је одбила да издаје визе писцима и издавачима, па је Тоб морао да се врати у Стокхолм и врати аванс који је добио. У Стокхолму је одслужио војну обавезу у флоти године 1916—1917, а потом је започео своју каријеру као прозаиста, сликар и песник.
Као уметник представљен је, између осталог, и у Народном музеју , Модерном музеју  у Универзитетској библиотеци у Гетеборгу  и Музеју уметности у Калмару .

### Прозна дела
- Taube, Evert (1918), Inte precis om kvinnorna, Stockholm: Bonnier
- Taube, Evert (1919), Mina damer och herrar: ur välborne herr Arvid Joachim Stracks anteckningar, Stockholm: Bonnier
- Taube, Evert (1920), På böljan blå, i städer och på land, Stockholm: Bonnier
- Taube, Evert (1921), Oss emellan, Stockholm: Bonnier
- Taube, Evert; Jungstedt, Kurt (1923). På kryss med Ellinor: från Stockholms ström Sverige runt till Kosterfjorden. Stockholm: Bonnier
- Taube, Evert (1925), Svärmare och stigmän, Stockholm: Norstedt
- Taube, Evert (1927), På gott och ont: roman, Stockholm: Bonnier
- Taube, Evert (1951), Många hundra gröna mil, Stockholm: Bonnier
- Taube, Evert (1952), Jag kommer av ett brusand´ hav: barndomsminnen från Vinga ovh Göteborg på Oscar II:s tid. Bonniers folkbibliotek i Stockholm
- Taube, Evert (1954), I najadernas gränd, Stockholm: Bonnier
- Taube, Evert (1955), Strövtåg i Ranrike (друго издање)
- Taube, Evert (1950), De fyra vindarnas gata., Stockholm: Bonnier
- Taube, Evert (1957), Vallfart till Trubadurien och Toscana
- Taube, Evert (1957), Västlig horisont, Stockholm: Bonnier
- Taube, Evert (1957), Klara och jag, Stockholm: Esselte
- Taube, Evert (1958), Svarta tjurar. Stockholm
- Taube, Evert (1960), Berättelser under ett fikonträd, Stockholm: Rabén & Sjögren
- Taube, Evert (1961), Guatemala, Stockholm: Bonnier
- Taube, Evert; Greenwood Marianne (1961). Återkomst. Stockholm: Rabén & Sjögren
- Otto-Wasow; Kurt; Taube, Evert (1961). Rivieran. Stockholm: Rabén & Sjögren
- Taube, Evert (1962), Don Diego Karlsson de la Rosas roman, Stockholm: Bonnier
- Taube, Evert; Fredholm, Inga-Britt; Bergman-Taube; Astri (1964). Vid tiden för Astri och Apollon: okända dikter och berättelser. Stockholm: Bonnier
- Taube, Evert (1968), Flyg till Pampas, Stockholm: Bonnier

### Представе
- Taube, Evert (1970), Rikard Lejonhjärta och Filip II: skådespel i tre akter med prolog och epilog, Stockholm: Bonnier
- Apollon ombord. Први пут изведена године 1982.
- Tillgång och eferfrågan. Први пут изведена године 1986.

### Прозне антологије
- Taube, Evert; Fischerström, Iwan W (1939). Med skum om bogen: berättelser och bilder ur pionjärers, sjöfarares, konstnärers och känt folks liv och leverne. Stockholm: Åhlén & Åkerlunds
- Taube, Evert; Hänninger, Nils (1964). Evert Taube diktar och berättar: ett urval vers och prosa med inledning, studieuppgifter och förklaringar av Nils Hänninger. Stockholm: Bonnier
- Taube, Evert; Fredholm, Inga-Britt; Sundin-Wickman, Ulla (1965). Än spelar Pan: berättelser. Stockholm: Bonnier
- Taube, Evert; Fredholm, Inga-Britt; Jungstedt, Kurt (1966). Samlade berättelser med tillhörande visor och ballader 2
- Taube, Evert; Fredholm, Inga-Britt; Jungstedt, Kurt (1966). Samlade berättelser med tillhörande visor och ballader 3.
- Taube, Evert; Fredholm, Inga-Britt; Jungstedt, Kurt (1966). Samlade berättelser med tillhörande visor och ballader 4.
- Taube, Evert; Fredholm, Inga-Britt; Jungstedt, Kurt (1966). Samlade berättelser med tillhörande visor och ballader 5.
- Taube, Evert; Fredholm, Inga-Britt; Jungstedt, Kurt (1967). Samlade berättelser med tillhörande visor och ballader 6.
- Taube, Evert; Fredholm, Inga-Britt; Jungstedt, Kurt (1967). Samlade berättelser med tillhörande visor och ballader 7.
- Taube, Evert; Fredholm, Inga-Britt; Jungstedt, Kurt (1967). Samlade berättelser med tillhörande visor och ballader 8.

## Позориште

### Улоге
| година | улога                               | продукција               | режија                              | позориште   |
| ------ | ----------------------------------- | ------------------------ | ----------------------------------- | ----------- |
| 1926   | Фритиоф Андешон (Fritiof Andersson) | Apollon ombord Еверт Тоб | Оскар Тексторијус (Oskar Textorius) | Vasateatern |

## Галерија скулптура
- Скулптура шведског вајара Карла Јетеа Бејемарка у Стокхолму
- Скулптура финско-шведског вајара Еиноа Ханскија код Гетеборшке опере
- Скулптура шведског вајара Вилија Гордона у Стокхолму